# Crisis Hotline: Veterans Press 1
Crisis Hotline: Veterans Press 1 est un film documentaire américain sorti en  2013.
Il a remporté l'Oscar du meilleur court métrage documentaire lors de la 87e cérémonie des Oscars.

## Synopsis
Le film décrit le quotidien des employés du Département des Anciens combattants des États-Unis qui répondent au téléphone sur la hotline dédiée au suicide de vétérans.

## Fiche technique
- Réalisation : Ellen Goosenberg Kent
- Production :  HBO Documentary Films
- Durée : 44 minutes
- Date de sortie : 11 novembre 2013

## Nominations et récompenses
- 2015 : Oscar du meilleur court métrage documentaire[2]